# Marcinków (przystanek kolejowy)
Marcinków – przystanek kolejowy w Marcinkowie Górnym, w województwie świętokrzyskim, w Polsce. Na przystanku zatrzymują się pociągi osobowe spółki Polregio do Ostrowca Świętokrzyskiego, Skarżyska-Kamiennej, Kielc i Krakowa Głównego. Bez zatrzymania przejeżdżają natomiast pociągi osobowe Polregio do Sandomierza i pospieszne TLK spółki PKP Intercity do Przemyśla Głównego.

## Ruch pasażerski
| Rok  | Wymiana pasażerska na dobę |
| ---- | -------------------------- |
| 2017 | 20-49                      |
| 2022 | 20-49                      |

Na jednym z peronów istniał się budynek, w którym znajdowała się kasa, poczekalnia oraz dróżniczówka przejazdu kolejowo-drogowego znajdującego się w obrębie przystanku. Budynek zburzono na przełomie 2007 i 2008 roku. Od tamtej pory sterowanie przejazdem odbywa się automatycznie, w zastępstwie poczekalni ustawiono dużą wiatę przystankową, a zakup biletów możliwy jest jedynie w pociągu.

## Galeria

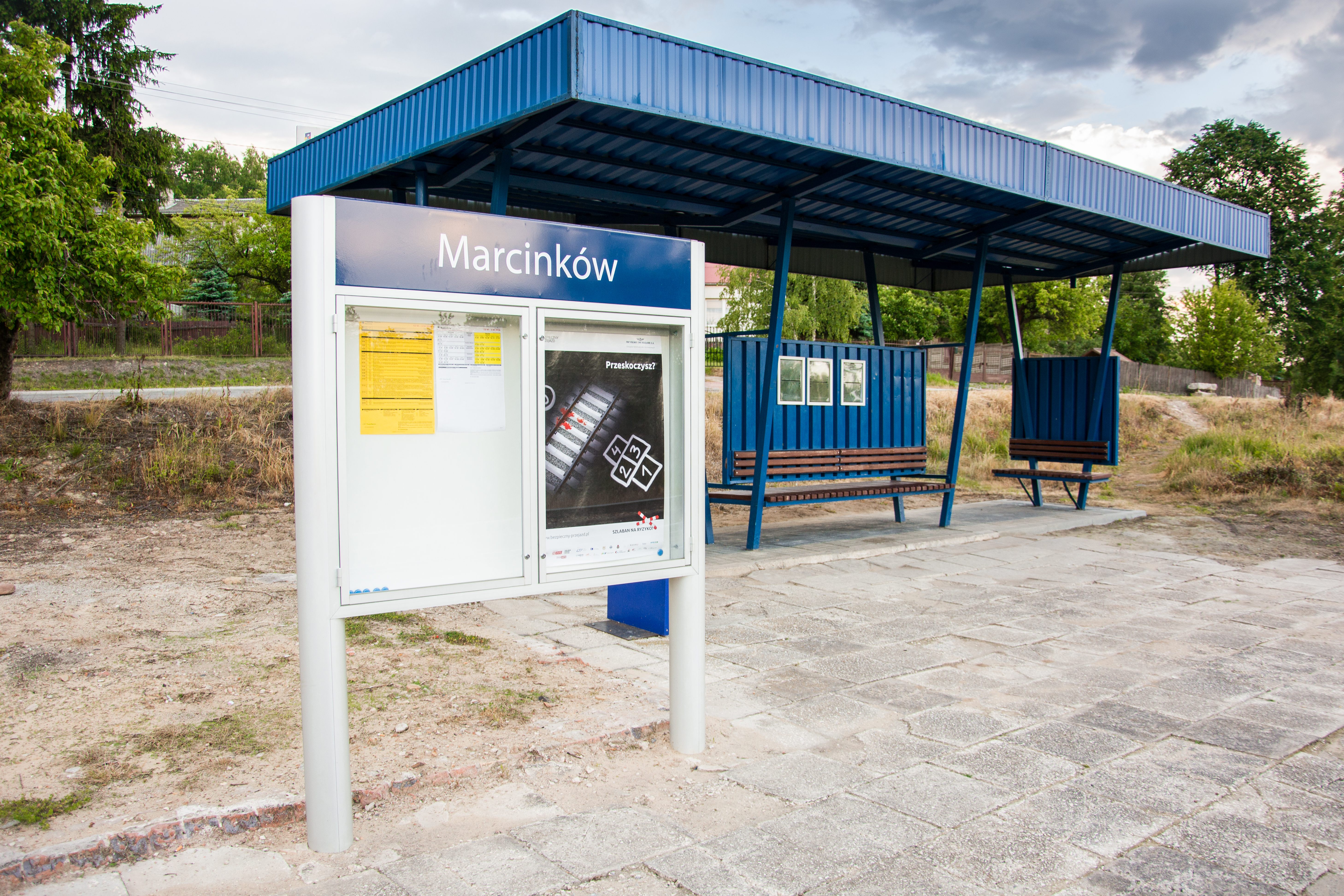
Wiata przystankowa powstała w miejsce budynku dworca
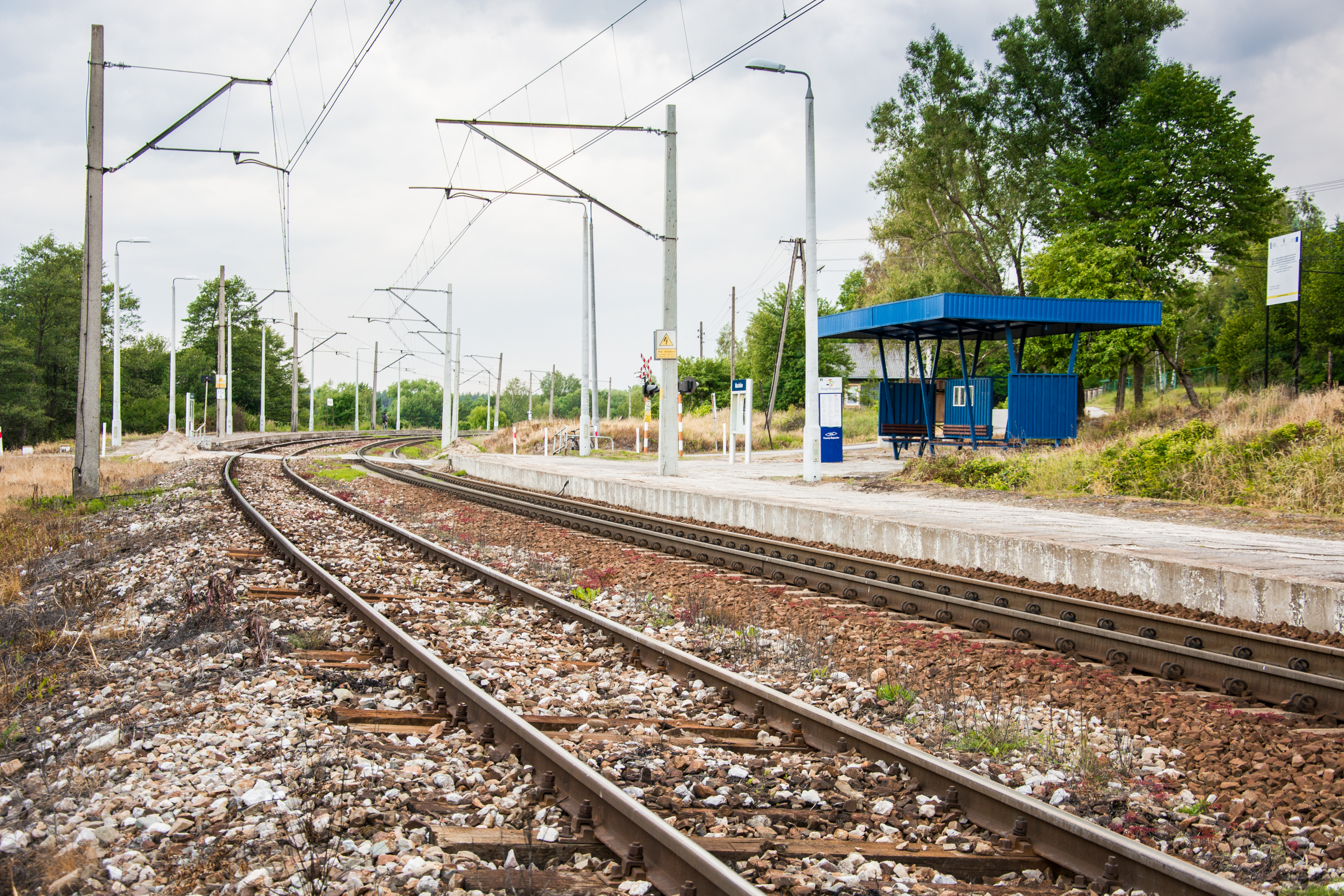
Peron pierwszy, widok w kierunku Skarżyska-Kamiennej
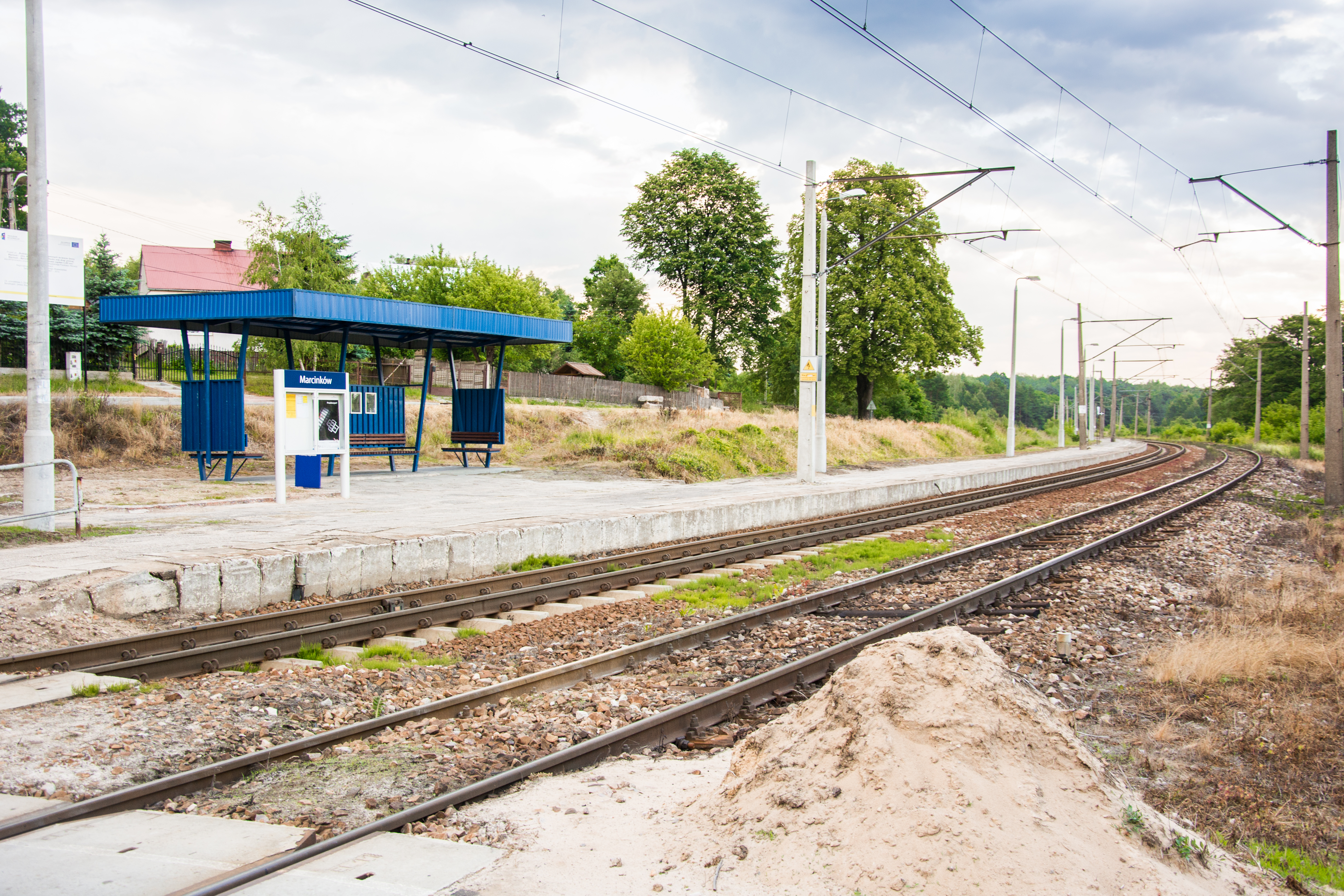
Peron pierwszy, widok w kierunku Wąchocka
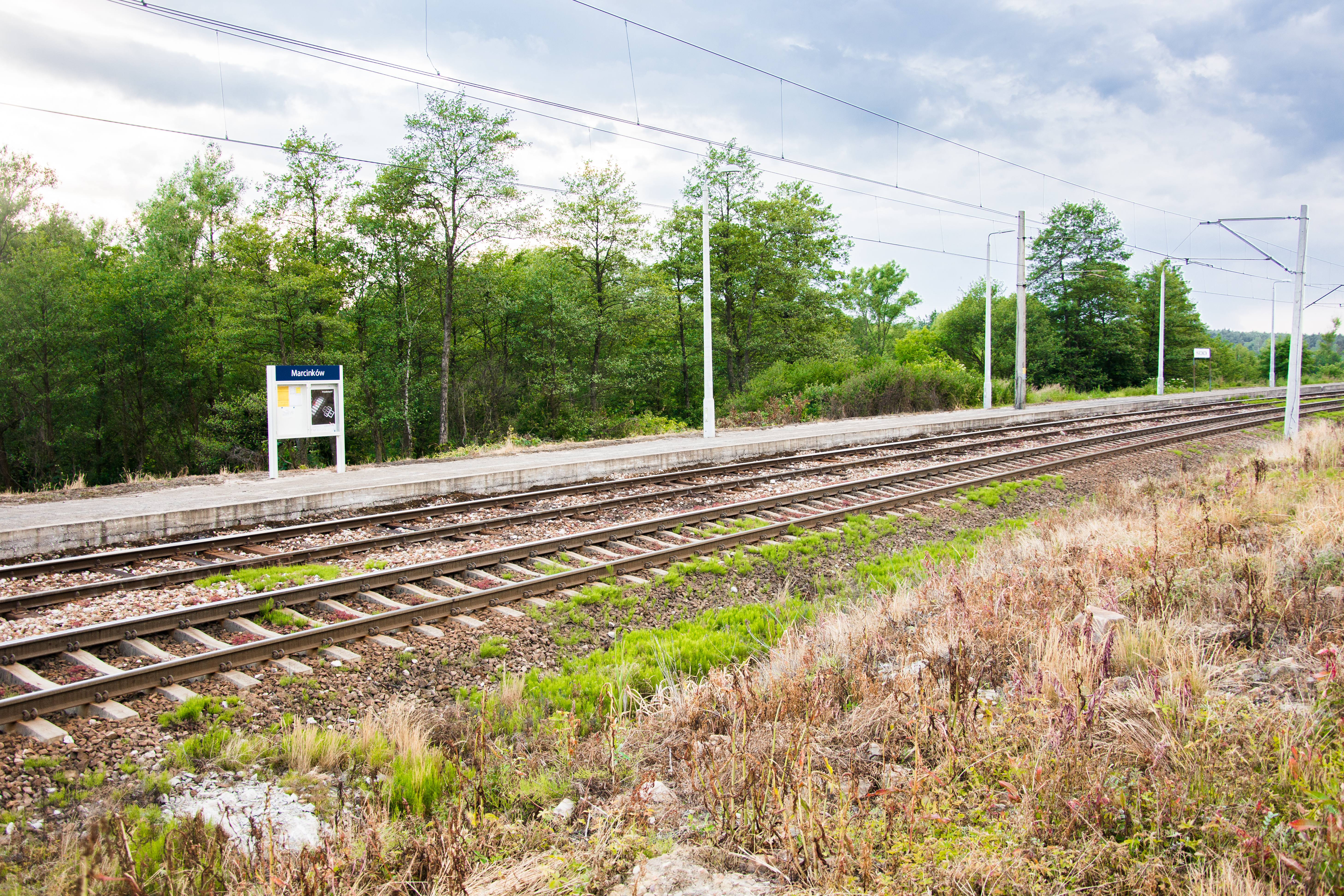
Peron drugi, widok w kierunku Skarżyska-Kamiennej
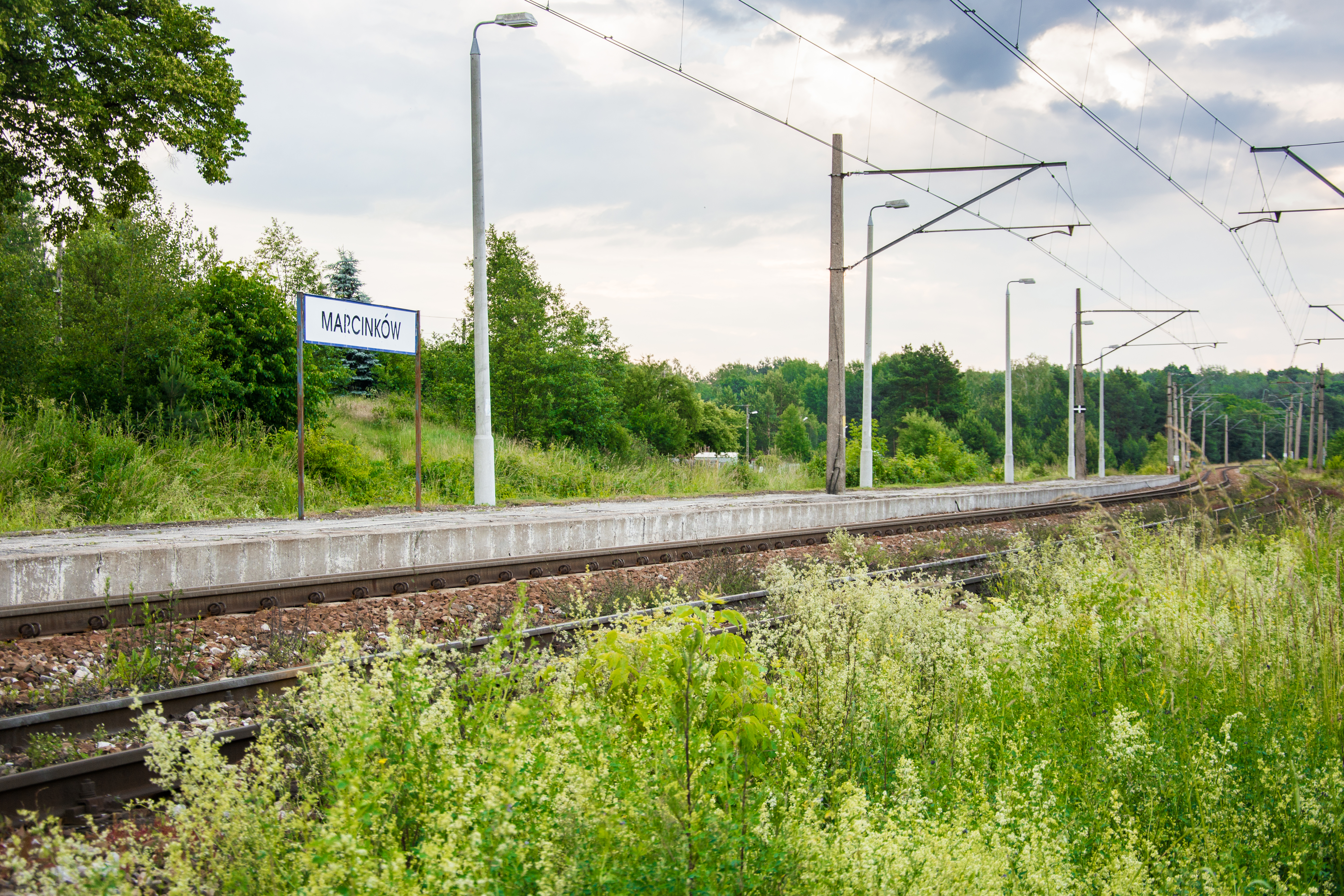
Peron drugi, widok w kierunku Skarżyska-Kamiennej
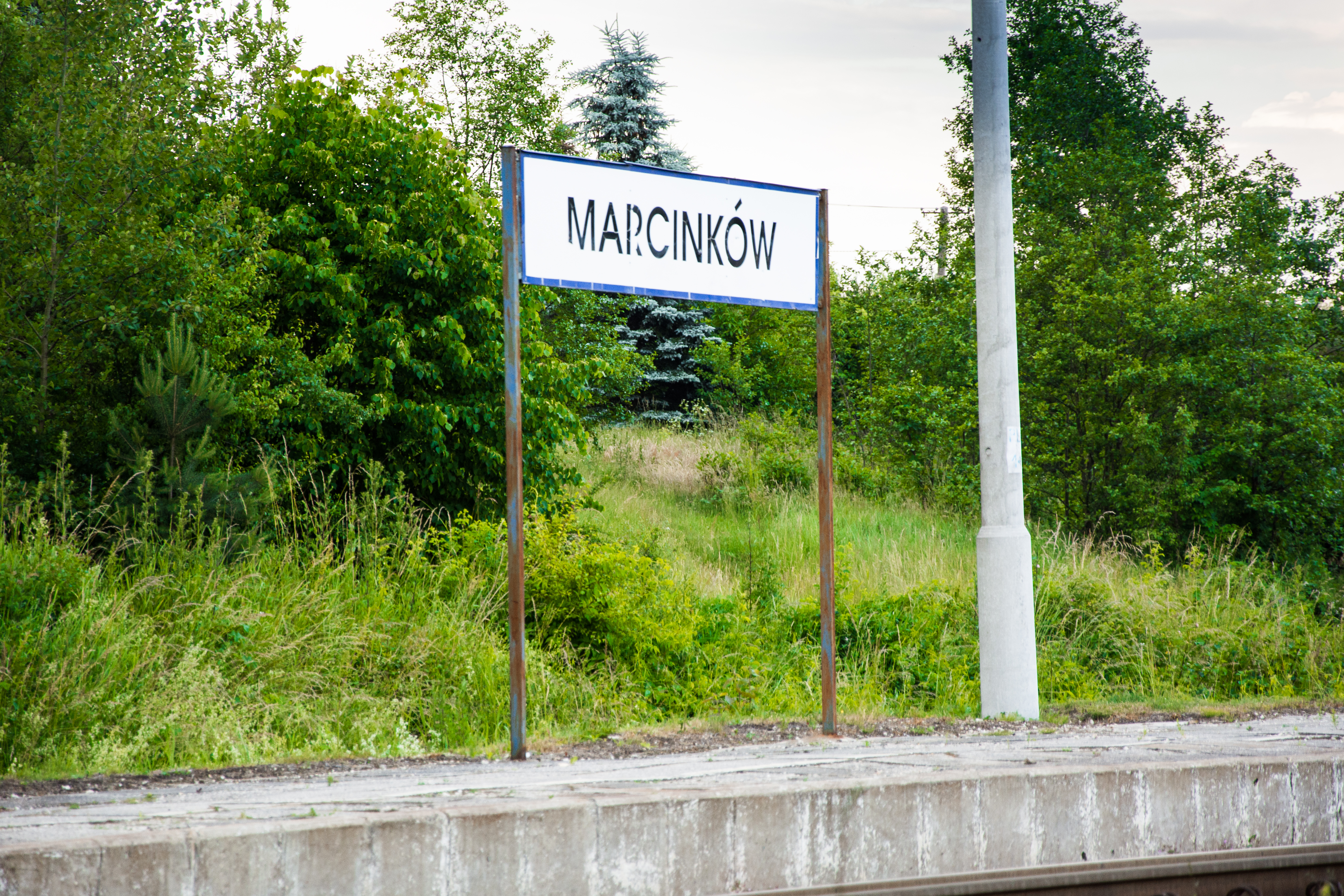
Stara tablica z nazwą przystanku
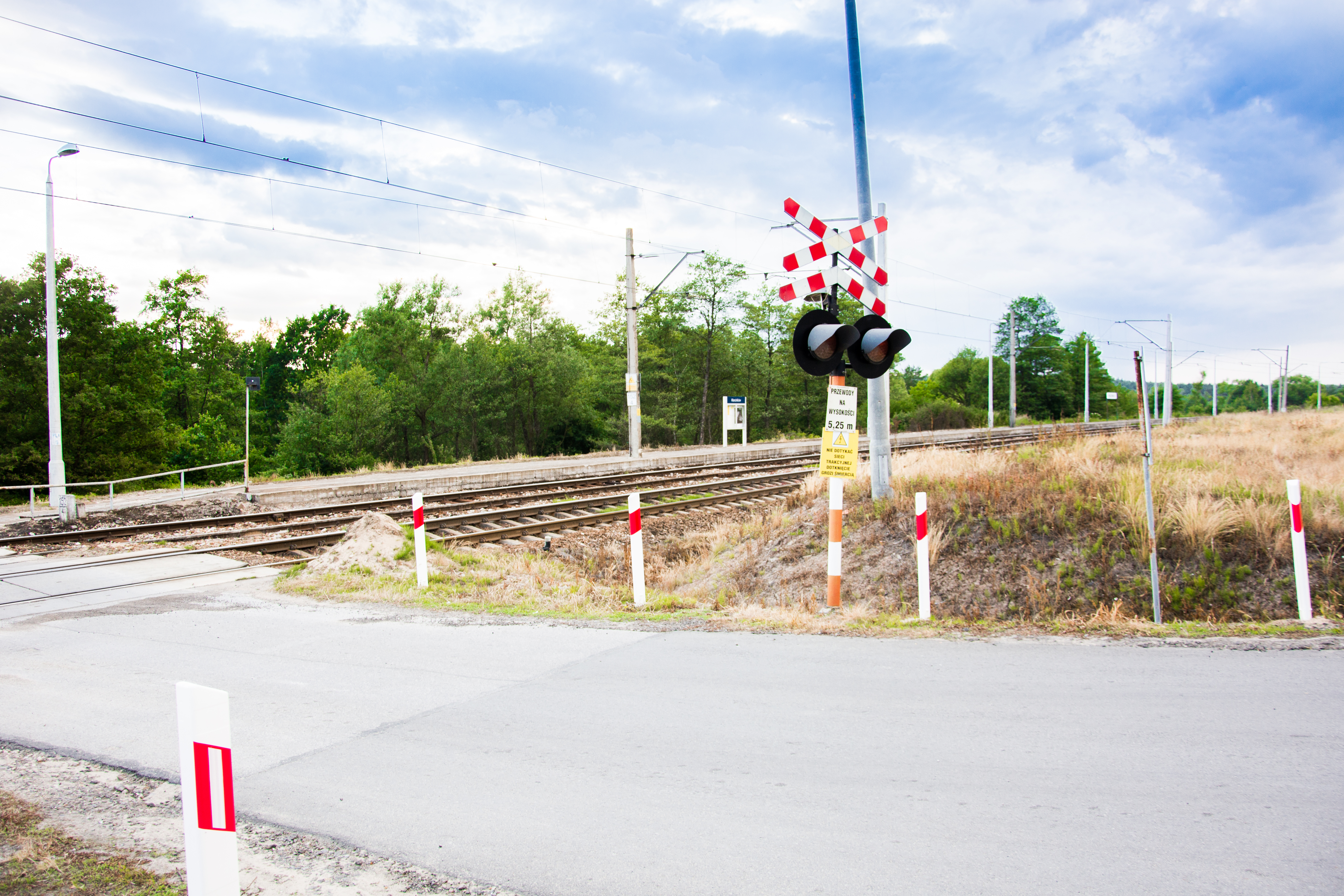
Przejazd kolejowo-drogowy zlokalizowany między peronami przystanku